# Антоніо Саккіні
Антоніо Марія Гаспаро Саккіні (італ. Antonio Maria Gaspare Sacchini); (* 14 червня 1730, Флоренція — † 6 жовтня 1786, Париж), італійський композитор, відомий своїми операми. Автор 48 опер і 8 ораторій.
Саккіні народився у Флоренції, але дитинство провів поблизу Неаполя, де він здобував свою музичну освіту. Він зробив собі ім'я як композитор серйозних і комічних опер в Італії ще до переїзду до Лондона, де працював у Королівському театрі (англ. King's Theatre). Свої останні роки він провів у Парижі, де втягнувся у музичну суперечку між послідовниками композиторів Глюка і Ніколо Піччіні (італ. Niccolò Piccinni). Його ранню смерть у 1786 році навіть пов'язували з холодним прийомом його опери «Едіп у Колоні» (фр. Œdipe à Colone). Проте, коли опера була відроджена у наступному році, вона швидко стала однією з найпопулярніших у французькому репертуарі 18-го століття.

## Життєпис

### Дитинство та навчання
Саккіні був сином флорентійського кухаря Гаетано Саккіні. У віці чотирьох років він разом з родиною переїхав до Неаполя. Талант до музики юного Саккіні, йому було 10 років, випадково привернув увагу Франческо Дуранте (італ. Francesco Durante), який записав його до Консерваторії Санта Марія ді Лорето (італ. Conservatorio di Santa Maria di Loreto), якою він керував від 1742 року. Тут Дуранте і його помічник Pietrantonio Gallo навчали Саккіні основ композиції, гармонії і контрапункту. Саккіні також став кваліфікованим скрипалем (навчався у Nicola Fiorenza), вивчав клавесин, орган, а також навчався співати (у Gennaro Manna). Саккіні був одним з улюблених учнів Дуранте, строгого вчителя, якому було дуже важко догодити. Дуранте передбачив, що Саккіні буде найкращим композитором століття.

### Роки в Італії
Дуранте помер у 1755 році, коли Саккіні мав 25 років. Наступного року, він став «молодшим вчителем у школі» (італ. mastricello) і мав можливість написати свій перший оперний твір, інтермецо у двох частинах під назвою «Фра Донато» (італ. Fra' Donato). Твір був виконаний з великим успіхом учнями школи. Через рік він створив інтермецо «Гравець» (італ. Il giocatore). Теплий прийом цих творів проклав Саккіні шлях до невеликих театрів, у яких виставляли опери на неаполітанському діалекті. Одним з його головних успіхів була жартівлива опера «Зрадлива Олімпія» (італ. Olimpia tradita) (1758) в театрі (італ. Teatro dei Fiorentini). У 1761 році Театр Сан -Карло (італ. Teatro San Carlo) виставив його першу серйозну оперу «Андромаха» (італ. Andromaca). У той же час , Саккіні продовжував свою роботу в консерваторії, де він спочатку обійняв неоплачувану посаду «позачергового капельмейстера», (італ. maestro di cappella straordinario), допомагаючи «першому маестро» Маннові і «другому маестро» Галло. Коли, незадовго до прем'єри «Андромахи», Манна вийшов на відставку, Саккіні в 1761 був підвищений до «другого маестро».
У 1762 році консерваторія дала Саккіні дозвіл на подорож до Венеції, щоб представити опери: «Олександро Северо» (італ. Alessandro Severo, лібрето Апостоло Зено) в театрі Сан-Бенедетто, і наступного року «Олександр в Індії» (італ. Alessandro nelle Indie, лібрето Метастазіо) в театрі Сан -Сальваторе. Протягом наступних декількох років, Саккіні пише нові опери для театрів усієї Італії: «Олімпіада» (італ. Olimpiade) в Падуї (Teatro Nuovo, 1763), «Евмен у Флоренції» (італ. Eumene a Firenze, Ла Пергола, 1764), «Признання Семіраміди» (італ. Semiramide riconosciuta) в Римі (Teatro Argentina, 1764), і «Луцій Вер» (італ. Lucio Vero) в Неаполі (Театр Сан-Карло, 1764). Успіхи і визнання Саккіні у всій Італії заохотили його залишити свою роботу в консерваторії і спробувати щастя незалежного композитора.
Спочатку оселився в Римі, де кілька років писав жартівливі опери для Teatro Valle. Ці твори принесли йому широку популярність у всій Європі. Одним з найвідоміших було інтермецо на дві дії «Дружина землевласника в суді» (італ. La contadina in corte) (1765). У 1768 року Саккіні переїхав до Венеції, зайнявши тимчасово пост директора консерваторії Ospedaletto. У Венеції Саккіні незабаром зробив собі ім'я як вчитель співу, серед його учнів Anna Selina Storace і, можливо, Adriana Gabrielli. Продовжуючи свою кар'єру оперного композитора, він також писав і духовні твори, (ораторії, меси, гімни, піснеспіви), для консерваторії і різних венеціанських церков.

### Роки у Лондоні
У 1772 році Саккіні переїхав до Лондона у супроводі Джузеппе Міліко (італ. Giuseppe Millico), одного з найкращих кастратів європейських сцен і улюбленця Глюка. Своїми новими операми на сцені Королівського театру в 1773 році, «Сід» (у січні) і «Тамерлан» (у травні), Саккіні скоро підкорив серця лондонської публіки. Саккіні залишався в Лондоні протягом десяти років, до 1782, однак вистави опер вимагали грошей, і його величезні борги порождували зростаючі труднощі і навіть ворогів. Серед останніх був Венаціо Раудзіні (Venanzio Rauzzini), провідний співак у королівському театрі, який стверджував, що це він написав деякі з найвідоміших арій Саккіні.
Саме у Лондоні Саккіні написав більшість своєї камерної музики. Що стосується музики для сцени, то, нові опери Саккіні ставив кожен рік, крім сезону 1776/1777, ймовірно, у зв'язку з поїздками композитора до Парижа. У той час, паризька оперна сцена була розділена між прихильниками німецького композитора Глюка, відомого своїми музичними реформами, і послідовниками його італійського суперника Ніколо Піччіні (Niccolò Piccinni). На сцені Паризької опери (Paris Opéra) опера Саккіні з'явилася вперше 8 червня 1779. Це була відновлена інтермедія на три дії «Грайлива драма Любов солдата» (італ. Dramma giocoso L'Amore Soldato), прем'єра якої відбулася в Англії у попередньому році.

### Роки в Парижі
Положення Саккіні в Лондоні зрештою стало нестерпним: його здоров'я погіршилося, і його твори більше не викликали попереднього захоплення. Ці фактори і загроза, що насувається боргова в'язниця, спонукали його прийняти запрошення Nicolas-Étienne Framery для переїзду до Парижа в 1781 році. У столиці Франції Саккіні чекав теплий прийом: «піччіністи» бачили його як союзника в їх боротьбі з впливом Глюка, але, що важливіше, імператор Йосиф II (Joseph II), (перебував тоді в Парижі інкогніто), був пристрасним прихильником італійської музики, і Саккіні зокрема, і він рекомендував композитора своїй сестрі Марії Антуанетті (Marie Antoinette), королеві Франції. Заступництво королеви проклало шлях Саккіні до Опери (вона допомогла Глюкові таким же чином вісім років тому). У жовтні Саккіні підписав вигідний контракт з Королівською академією музики (Académie Royale de Musique), щоб виставити три нові роботи.
Проте, Саккіні відразу втягнули в інтриги. Сеньйор де ля Ферте (Seigneur de la Ferté), свого роду майстер королівських церемоній, який був також головою Королівської Академії, був проти захоплення королеви іноземною музикою. Він старався затримати прем'єру першої французької опери Саккіні, «Рено» (Renaud). Тим часом, «глюкісти» маневрували, щоб позбавити Саккіні прихильників з боку «піччіністів». Коли «Рено», нарешті, з'явився 25 лютого 1783, його прийом був позитивним, але не тріумфальним. Опера не задовольнила жодну з сторін, фракція піччіністів стверджувала, що партитура зазнала впливу Глюка, в той час як прихильники Глюка засудили роботу за відсутність драматичної сили і оригінальності.
Друга опера Саккіні для паризької сцени з'явилася у листопаді 1783 під назвою «Шимен» (Chimène), в атмосфері прямої конкуренції з Піччіні. Її виставляли тільки один раз, оскільки «Дідона» (Didon) Піччіні, яку поставили в попередньому місяці, була проголошена шедевром. Проте обидва композитори були представлені до короля і одержали великі винагороди.
Перші дві паризькі опери Саккіні отримала високу оцінку за їх італійську чарівність, але зазнали критики за певну драматичну слабкість. Його наступна опера «Едіп в Колоні» (Œdipe à Colone), мала набагато сильніший вплив на життя композитора.
Саккіні помер 6 жовтня 1786 у віці 56 , залишивши партитуру «Арвір і Евеліна» (Arvire et Évélina) незакінченою. Вона була закінчена Жаном-Батистом Реєм (Jean-Baptiste Rey), керівником Опери, та успішно поставлена 29 квітня 1788.

## Твори
Саккіні створив 45 опер, 8 ораторій, духовну музику (меси, піснеспіви, псалми, кантати, арії …), 2 симфонії, камерну музику.
- Alessandro nelle Indie , опера на 3 дії, Венеція, Teatro Sant' Angelo, 1763
- Olimpiade , Падуя, червень 1763
- Lucio Vero , Неаполь, Teatro San Carlo, 4 листопада 1764
- La Contadina in corte , інтерлюдія intermède на 2 дії, Рим, Teatro Valle, карнавал 1765
- I finti Eredi , Рим, Teatro Valle, 1765
- L'Isola d'Amore , Рим, Teatro Valle, карнавал 1766
- Armida , опера на 3 дії, лібрето Giovanni de Gamerra, Мілан, Théâtre ducal, карнавал 1772
- Il Gran Cid , 1773
- Tamerlano , 1773
- L'Amore Soldato , опера на 3 дії, лібрето Antonio Andrei, Фонтенбло, 5 травня 1778
- Renaud , опера на 3 дії, лібрето Simon Joseph de Pellegrin, 1783
- Chimène ou le Cid , опера на три дії, лібрето Nicolas-François Guillard, представлених в перший раз в Фонтенбло, 1783
- Dardanus , трагедія на 3 дії, лібрето Nicolas-François Guillard et C.-A. Leclerc de La Bruère, представлені вперше в Тріаноні, Версаль , 18 вересня 1784
- Œdipe à Colone , опера на 3 дії, лібрето Nicolas-François Guillard, Версаль, 4 січня 1786
- Arvire et Evélina , лірична трагедія на 3 дії, terminée par Jean-Baptiste Rey, лібрето Nicolas-François Guillard, представлених вперше у Королівській академії музики 'Académie royale de musique 29 квітня 1788

### Інструментальна музика
Майже вся інструментальна опублікована музика Антоніо Саккіні відноситься до його лондонських років (1772-1781). Більшість робіт, які перераховані нижче, вперше опубліковані в Лондоні, пізніше були передруковані в Парижі та інших місцях.
- 2 симфонії надруковані в Парижі у 1767 році
- Періодична Увертюра N. 49, у 8 частинах, Бремнер, Лондон, 1776
- 6 тріо-сонат для двох скрипок і баса, ор. 1, Лондон, Бремнер, 1775
- 6 струнних квартетів, ор. 2, Лондон 1778
- 6 сонат для клавесина чи фортепіано і скрипки, ор. 3, Лондон, 1779
- 6 сонат для клавесина чи фортепіано і скрипки (2-й набір улюблених занять), ор. 4, Лондон, 1780